# Otre

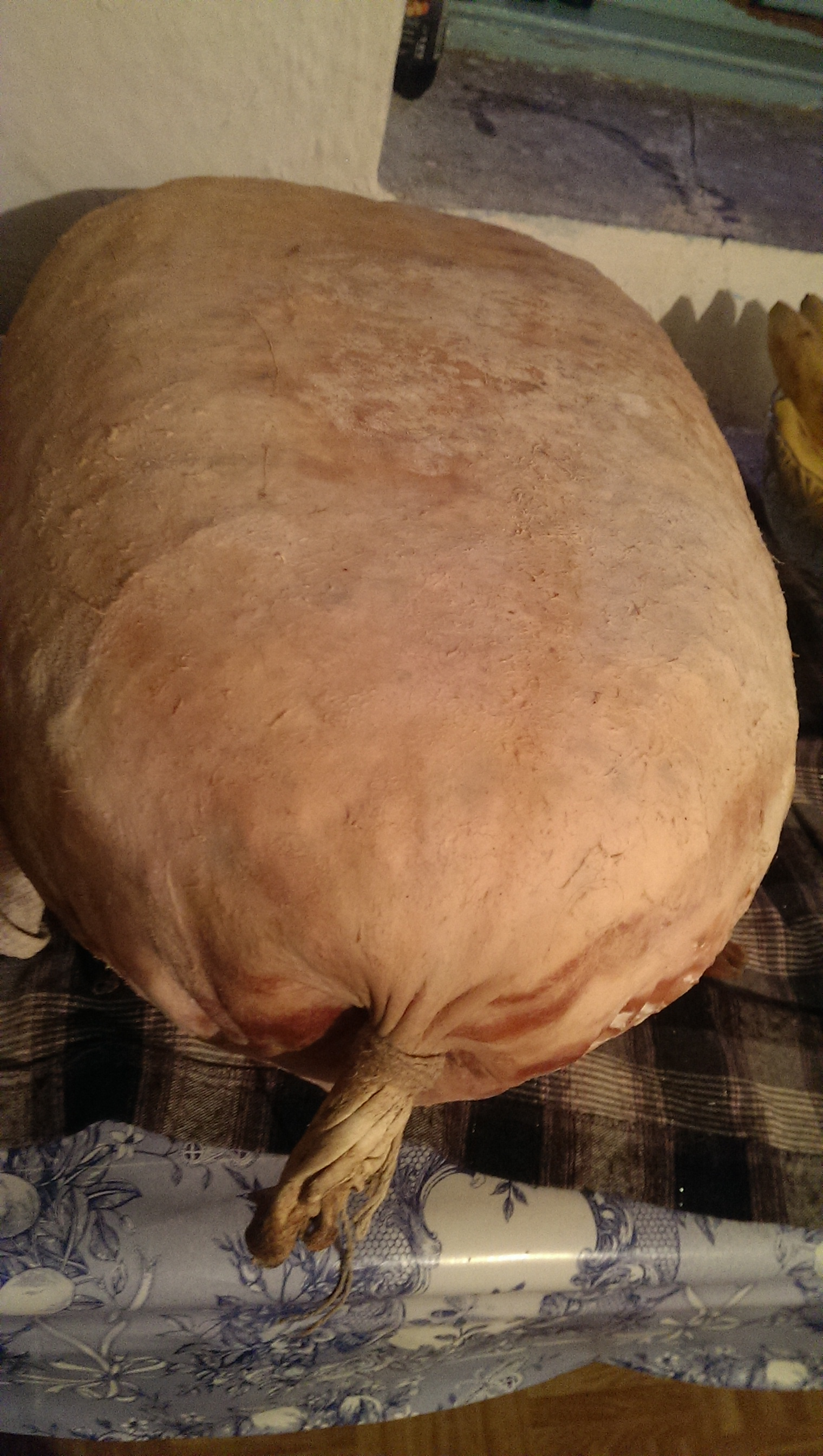
Un otre.

L'otre è un contenitore per liquidi usato anticamente. Questo era praticamente una pelle rovesciata di animale (per lo più bue, capra o capretto) chiusa nelle sue aperture e con il vello rivolto all'interno (la peluria tratteneva lo sporco). Oltre ad essere un buon coibente, era adatto sia a conservare che a trasportare il liquido, infatti l'otre poteva essere adagiato anche sulla groppa di un giumento. Il Vangelo parla di questo contenitore quando suggerisce di mettere il vino nuovo in otri nuovi.